# يوجي هيروناجي
يوجي هيروناجي (廣長 優志) (ولد 25 يوليو 1975) هو لاعب كرة قدم ياباني، شارك في دورة الألعاب الاولمبية الصيفية عام 1996 في أتلانتا، جورجيا، الولايات المتحدة الأمريكية.

## روابط خارجية
1. ↑  Yuyi Hironaga – سجل منافسات الفيفا

- يوجي هيروناجي على موقع الاتحاد الدولي (مؤرشف)  (الإنجليزية)
- يوجي هيروناجي على موقع رابطة كرة القدم اليابانية للمحترفين (اليابانية)
- يوجي هيروناجي على موقع قاعدة بيانات كرة القدم.إي يو (الإنجليزية)
- يوجي هيروناجي على موقع عالم كرة القدم.نت (الإنجليزية)
- يوجي هيروناجي على موقع أوليمبيديا (الإنجليزية)